# Папський двір
Папський двір — найближче оточення римського понтифіка. Папський двір був двором знаті папи римського. Він був ефективним апаратом, сформованим різними сановниками різних санів і рангів у межах Апостольського палацу, щоб виконувати окремі релігійні церемонії та світські функції. 28 березня 1968 року після оприлюднення motu proprio Pontificalis Domus, папа римський Павло VI ліквідував усі світські заклади двору, але продовжив придворні функції у новій Префектурі Папського Дому, видавши нову постанову.

## Історія
Папський двір створено за образом монархічних дворів Європи. Він почав формуватись ще у період раннього Середньовіччя. Первинно це була канцелярія папи римського, палатінські диякони тощо.
З появою Папської держави двір почав набувати рис, притаманних монархічному двору. Папський двір і Римська курія це майже синоніми, але десь із пізнього Середньовіччя, з папства доби Відродження, двір став дуже пишним, з'явились численні придворні, як духовного, так і світського сану.
Приблизно з XVI століття папський двір набув форми, в якій він існував майже без змін до падіння Папської держави. Папський двір був значно понівечений за часів Наполеонівських війн, коли було ліквідовано Папську державу, але згодом його пишність було відновлено.
Коли була ліквідована Папська область і папа Пій IX втратив світську владу, папський двір залишився без змін. Такий же стан зберігся й за папи Льва XIII, який цілком зберіг структуру двору свого попередника.
Однак із обранням на папський трон Пія X все змінилось. 1908 року останній провів реформу курії, що торкнулось і папського двору. Пишність двору збереглась, натомість його чисельність істотно скоротилась, що дозволило суттєво оздоровити фінанси, оскільки утримання двору потребувало величезних витрат.
Папський двір із ренесансною пишністю зберігався до вступу на престол Павла VI, який здійснив серйозні реформи двору, ліквідувавши безліч придворних посад і служб, спростивши побут і церемоніал.
Нині папський двір існує, тільки під назвою Папського дому, й керує цим двором Префектура Папського Дому.

## Папська Капела
Папська Капела сформована з духовенства різних ступенів і рангів, кожен з яких позначений своїми літургійними предметами одягу відповідно до рангу. Як у всіх кафедральних соборах і колегіатських церквах, Божественна Служба проводилась щоденно і при папському дворі. Звичайна Служба проводилась у Сікстинській капелі, натомість найбільш урочисті церемонії проводились у приватній каплиці папи римського (тобто у соборі святого Петра).

## Склад папського двору
Склад придворного штату папи римського утворюється з чинів духовних і світських. До духовних придворних чинів належать палацові кардинали (протодатарій, секретар з видачі бреве, секретар з прийому прохань, статс-секретар) та палацові прелати (обергофмейстер і префект палацу, верховний камерарій, аудитор, гросмейстер апостольського палацу); до світських — гросмейстер Святої госпіції, верховний гофмейстер, верховний шталмейстер і генерал-поштмейстер.
Поряд із цими придворними чинами папського двора стояли також і спадкові чини (князі Колонна й Орсіні — асистенти престолу, князь Кіджі — маршал римської церкви та страж конклаву), а також начальники папської гвардії.

### Сановники, колегії таординарії
- 1) Священна Колегія Кардиналів;
- 2) Патріархи, архієпископи-примаси, архієпископи та єпископи, які допомагають при папському троні;
- 3) Віце-камерленго Святої римської церкви (прелат Фьйоккетто);
- 4) Князь-помічник Папського Трону: два члени родин Колонна й Орсіні відповідно представляли римську знать; ці родини були призначені для цієї ролі папою Юлієм II та займали цей пост по черзі, щоб допомагати папському трону під час церемоній;
- 5) Генеральний аудитор Преподобної апостольської палати (прелат Фьйоккетто);
- 6) Генеральний скарбничий Преподобної апостольської палати (прелат Фьйоккетто);
- 7) Мажордом Його Святості (прелат Фьйоккетто): керівник відповідальний за Апостольський палац, також відповідальний за організацію церемоній та папські аудієнції;
- 8) Міністр внутрішніх справ;
- 9) Секретар Священних конгрегацій разом із Секретарем Верховного Священного Трибуналу Апостольської Сигнатури, декан Трибуналу Священної Римської Роти;
- 10) Архієпископи та єпископи, які не допомагають при Папському троні;
- 11) Колегія Апостольських протонотаріїв (раніше відомі як «Notarii in Urbe» (міські нотарії));
- а) Загальні протонотарії;
- б) Позаштатні протонотарії;
- в) Протонотарії «ad instar»;
- г) Титулярні протонотарії;
- 12) Архімандрит Святого Спасителя;
- 13) Комендаторе Святого Духа: директор Ospedale di Santo Spirito in Sassia;
- 14) Регент Апостольської Канцелярії;
- 15) Абат «nullius» Монтекассіно;
- 16) Генеральні абати й регулярні каноники чернечих орденів;
- 17) Генерали та генеральні вікарії жебрацьких орденів;
- 18) Римський магістрат;
- 19) Великий магістр Священного Апостольського Странноприїмного Дому;
- 20) Аудитор прелатів Трибуналу Священної Римської Роти;
- 21) Магістр Священного палацу (папський богослов, традиційно належить до домініканського ордена);
- 22) Прелат кліриків Преподобної Апостольської Палати (адміністратори тимчасових комітетів Церкви);
- 23) Прелати-виборщики Верховного Священного Трибуналу Апостольської Сигнатури;
- 24) Абревіатори Parco Maggiore;
- 25) Священики, що допомагають у вівтарі
- 26) Церемоніймейстери;
- 27) Альтернативний магістр Священного палацу (за відсутності останнього);
- 28) Дійсні таємні камергери;
- 29) Позаштатні та почесні Камергери, одягнені у фіолетові одежі;
- 30) Колегія Адвокатів Священної Консисторії;
- 31) Приватне, почесне та громадське духовенство Його Святості;
- 32) Приватне духовенство Його святості;
- 33) Генеральні економи жебрацьких орденів;
- 34) Апостольський проповідник;
- 35) Сповідник Папського Дому;
- 36) Колегія повірених Священних Апостольських палаців.

### Священики та службовці
- 37) Монсеньйор Ризничий Його Святості: вікарій папи римського для Ватикану, його єпархії;
- 38) Каноники патріарших базилік;
- 39) Таємні камергери, члени колегії папських церемоніймейстерів;
- 40) Папська Музична капела: раніше « Schola Cantorum», заснована папою Григорієм I, щоб супроводжувати церемонії, та реформувалась кілька разів;
- 41) Підризничий;
- 42) Духовенство Папської капели:
- а) Чинні клірики;
- б) Позаштатні клірики;
- 43) Субдиякон аколітів: перенесення свічок у процесіях;
- 40) Магістр остіаріїв «Virga Rubea»
- 41) Хранитель Святої Диадеми
- 42) Жезлоносець: несе срібні жезли, символ влади під час церемоній:
- а) чинні;
- б) позаштатні;
- 43) Апостольські кур'єри: швейцари, посланці.

### Ліквідовані служби й пости Папського двору
- Апостольська канцелярія
- Канцлер Римо-католицької церкви
- Священна Конгрегація Церемоніалу
- Апостольська Датарія